# La Pouplie
La Pouplie, « pouplier » en patois de la Champagne, est un peuplier noir, multi-centenaire situé sur la commune de Boult-sur-Suippe dans le département de la Marne.

## Description

Arbre de l’espèce Populus nigra, son âge estimé est de trois cents ans. D’une circonférence 11 mètres, il culmine à une hauteur de 37 mètres.
Ce peuplier noir est considéré comme l’un des plus remarquables d’Europe. Il figure parmi les plus gros et grands arbres de France métropolitaine.
Il est situé sur une parcelle privée, située entre l'entrée de la rue des Crayères et la rue du Canal, dans la commune de Boult-sur-Suippe dans le Grand-Est. 
La Pouplie a servi de mirador d’observation pendant la Première Guerre mondiale. En 2018 un feu est allumé par des inconnus à l’intérieur d’une cavité de huit mètres de haut en forme de cône à la base du tronc,. 
Menacé d’abattage, une partie de la population se mobilise pour sa sauvegarde. Une expertise, réalisée au cours de l’été 2019 par l’Office national des forêts (ONF), avec test de traction pour quantifier l’ancrage, les risques de basculement, l’élasticité au sol, déclare que l’arbre n’est ni creux ni malade et en parfait état sanitaire,. 
Amandine Polet, originaire de la commune, inscrit la Pouplie au concours de l’« Arbre français de l’année 2020 ». 
Le propriétaire du terrain et la mairie décident de procéder à un échange de parcelle. Une taille d’accompagnement qui permet de maintenir le houppier dans son volume en supprimant les bois morts et les branches abîmées est effectuée en mars 2021. 
La Pouplie figure sur la blason de la commune. 

## Distinctions
La Pouplie est labellisée "Arbre Remarquable de France" par l'association A.R.B.R.E.S. Un label national reconnu par le Ministère de la transition écologique. Ce label est attribué aux communes, collectivités territoriales, établissements publics et propriétaires privés qui, possédant un arbre exceptionnel, signent un accord de partenariat avec l'association, impliquant notamment un engagement d'entretien, de sauvegarde et de mise en valeur de l'arbre en question, considéré comme patrimoine naturel et culturel et la mise en place sur le site d'un panneau de présentation de l'arbre portant le logo de l'association.
La Pouplie a remporté le « prix du public de l'Arbre français de l'année 2020 » organisé par le magazine Terre Sauvage, l’Office national des forêts et par l’association A.R.B.R.E.S.. 
En 2021, il a été classé au neuvième rang du concours de l'Arbre européen de l'année,.